# Ujedinjeno Kraljevstvo
Ujedinjeno Kraljevstvo Velike Britanije i Sjeverne Irske (eng. United Kingdom of Great Britain and Northern Ireland) država je u zapadnoj Europi, obično poznata kao Ujedinjeno Kraljevstvo (eng. United Kingdom), neslužbeno kao Velika Britanija (eng. Great Britain) ili samo kao Britanija (eng. Britain). Ujedinjeno je Kraljevstvo nastalo nizom Zakona o uniji (Act of Union), koji su ujedinili Englesku, Škotsku i Wales sa Sjevernom Irskom, pokrajinom na otoku Irskoj (Ostali su se dijelovi Irske odvojili od UK 1922.).
Ujedinjeno Kraljevstvo smješteno je na sjeverozapadnoj obali kontinentalne Europe, okruženo Sjevernim morem, Engleskim kanalom i Atlantskim oceanom. Pod suverenitetom Ujedinjenog Kraljevstva, iako nisu njegov dio, su ovisni teritoriji - Kanalski otoci, otok Man te niz prekomorskih teritorija.
Velika Britanija, ili kako se ponekad naziva Britanija, je zemljopisni naziv za područje koje obuhvaća Englesku, Wales i Škotsku. Britansko otočje je zemljopisni naziv skupine otoka, kojem pripadaju Velika Britanija, Irska, otoci Man, Wight i Orkney, Hebridi, otočje Shetland, Kanalski otoci i drugi.

## Politika
Ujedinjeno je Kraljevstvo po državnom uređenju parlamentarna monarhija bez pisanog ustava. Ustavno se pravo temelji na više zakona, npr. Magna charta libertatum (1215.), Petition of Right (1628.), Habeas Corpus Amendment Act ( 1679.), Povelja o pravima (1689.), Act of Settlement (1701.), Act of Union (1707.; sjedinjenje sa Škotskom), Representation of the People Act (1832., 1918., 1928., 1948.), Parliament Acts (1911., 1949.), Westminsterski statut (1931.;  britanski dominioni Kanada, Australija, Novi Zeland i Južnoafrička Unija postaju ravnopravni s Velikom Britanijom) itd. Drugi dio ustavnog prava čine nepisane konvencije (conventions) i ustaljena praksa (established practices; npr. način djelovanja vlade). Za razliku od tzv. kontinentalnog prava, koji se zasniva na statutarnom pravu, u Velikoj Britaniji se drže običajnog prava (common law) koje se temelji na dosadašnjim sudskim odlukama.
Biračko pravo imaju britanski i irski državljani te državljani iz svih ostalih zemalja članica Commonwealtha stariji od 18 godina, a koji imaju stalno boravište u Velikoj Britaniji. Pod određenim uvjetima mogu birati i britanski državljani sa stalnim boravkom u inozemstvu.
Od 2022. kralj je Karlo III. Nasljednik prijestolja mora biti član Anglikanske crkve (Church of England) i ne smije biti u braku s katolikom. Kralj je simbol jedinstva Ujedinjenog Kraljevstva s razmjerno skromnom političkom moći jer je zadnjih stoljeća velik dio ovlasti prešao na parlament i druge državne organe, premda oni i dalje donose odluke u njegovo ime (npr. službeno ime vlade je His Majesty's Government). S parlamentom predstavlja zakonodavnu vlast, daje mandat za sastavljanje vlade, saziva i raspušta parlament te potvrđuje u njemu donesene zakone (Royal Assent) tako da oni stupaju na snagu njegovim potpisom. Premda on ima pravo odbiti zakon, to se nije dogodilo još od 18. stoljeća. Kralj, odnosno kraljica, ujedno je i vrhovni poglavar Anglikanske crkve i Britanske zajednice naroda (Commonwealth of Nations).
Državno vijeće (Privy Council) bilo je prije nastanka vlade glavni nositelj izvršne vlasti, a danas ima samo formalnu ulogu, npr. savjetuje kralja u pripremanju njegovih proglasa. Čine ga svi članovi vlade, nadbiskupi Canterburyja i Yorka, predsjednik Donjeg doma parlamenta i najviši britanski državni službenici te državnici iz članica Commonwealtha. Njegov Sudački odbor (Judicial Committee) najviši je prizivni sud za britanske ovisne teritorije, Kanalske otoke, otok Man i za neke neovisne članice Commonwealtha.

Dvodomni parlament sastavljen je od Gornjeg i Donjeg doma. Gornji dom (House of Lords ili kraće the Lords) čini oko 1280 plemića koje imenuje monarh. Postoje duhovni plemići (Lords Spiritual) i svjetovni plemići (Lords Temporal). Duhovni plemići su nadbiskupi Canterburyja i Yorka te 24 biskupa Anglikanske crkve koji su članovi parlamenta do umirovljenja. Svjetovni plemići se dijele na tri skupine: nasljedni plemići (hereditary peers) koji su titulu baštinili od predaka, imenovani plemići (life peers) koji su dobili doživotnu plemićku titulu i prizivni plemići (Lords od Appeal) koji su dobili titulu kako bi mogli prisustvovati raspravama o pritužbama u Gornjem domu. Na zasjedanjima prosječno prisustvuje oko 400 članova. 
Donji dom (House of Commons ili kraće the Commons) ima 659 članova, po jednoga iz svake izborne jedinice (constituency), koje biraju na pet godina na općim izborima (general election) po većinskom sustavu (first-past-the-post system). Engleska ima 529 zastupnika, Škotska 72, Wales 40, a Sjeverna Irska 18 zastupnika. Nakon parlamentarnih izbora održanih 5. svibnja 2005. najviše zastupničkih mjesta ima Laburistička stranka, (eng. Labour Party) (356), zatim Konzervativna stranka, (eng. Conservative Party) (198) i Liberalnodemokratska stranka, (eng. Liberal Democrats) (62). Sljedeći opći izbori bi se trebali održati početkom 2010.
Nominalni je nositelj izvršne vlasti kralj, a u stvarnosti je to vlada (the Cabinet), koja ovisi o većinskoj podršci u Donjem domu. Kralj daje mandat za sastavljanje vlade onome tko ima većinu u Donjem domu. Kralj također imenuje i ministre, ali na prijedlog predsjednika vlade. 
Jedan od najvažnijih političara 20. stoljeća je Winston Churchill.

## Administrativna podjela
Ujedinjeno Kraljevstvo dijeli se na 4 države:
| Sastavna država                        | Zastava | Glavni grad |
| -------------------------------------- | ------- | ----------- |
| Engleska (eng. England)                |         | London      |
| Škotska (eng. Scotland)                |         | Edinburgh   |
| Wales (eng. Wales)                     |         | Cardiff     |
| Sjeverna Irska (eng. Northern Ireland) |         | Belfast     |

## Zemljopis

### Prirodno-geografska obilježja
U prošlosti dok se život Europe odvijao uz Sredozemlje geografski položaj Ujedinjenog Kraljevstva je bio periferan. U doba velikih geografskih otkrića, a posebno nakon otkrića Amerike položaj na Atlantskom oceanu postaje jako važan jer je otok Velika Britanija služio kao odskočna daska na putovanju iz Europe u Ameriku. Otočni položaj je imao i pozitivne (širenje zaraznih bolesti, obrana od napadača) i negativne (izoliranost) strane.
UK se nalazi uz najprometniji dio svjetskog mora - Engleski kanal (franc. La Manche) što u današnje doba predstavlja izuzetno povoljan prometno-geografski položaj. S druge strane Kanala nalazi se najrazvijeniji dio Europe čiji pozitivni utjecaji povoljno djeluju na gospodarski i društveni razvoj. Povoljan prometno- geografski položaj od UK je stvorio svjetsku velesilu, a danas ga održava u samom vrhu.

### Reljefna obilježja
Britansko i Irsko otočje vrlo je starog paleozojskog i mezozojskog postanka. Uzvišenja su snižena i zaobljena, a stijene su izrazito bogate rudama što je posebno pozitivno utjecalo za vrijeme Prve industrijske revolucije.
U reljefu Velike Britanije ističu se visočja (highlands), pobrđa (uplands) i nizine (lowlands).
Visočja su planinski prostori čije visine prelaze 1000 metara, a nalaze se u sjevernom dijelu Škotske (najviši vrh Ben Nevis, 1343 m) i nešto malo u sjevernom Walesu. Planine su ogoljele te su vrlo slabi uvjeti za proizvodnju hrane zbog čega su i vrlo rijetko naseljene. Visočja se koriste za ispašu ovaca.
Pobrđe se sastoji od Južnog škotskog pobrđa i Penina u Engleskoj. Pobrđa su stara gromadna gorja, blago valovita i prekrivena travama, a ne prelaze visinu od 1000 metara. Penini su nastali kaledonskom orogenezom te su bogati rudama, a pogotovo ugljenom što je krajem 18. stoljeća i početkom 19. stoljeća bio temelj Prve industrijske revolucije.
Nizine- na sjeveru se nalazi Središnja škotska nizina, a na jugu otoka Engleska nizina. Središnja škotska nizina je najgušće naseljeni dio Škotske gdje se nalazi većina škotskog stanovništva. Na plodnom tlu su povoljni uvjeti za razvoj poljoprivrede, a razvoj industrije su olakšala bogata nalazišta ugljena. Na jugu Velike Britanije nalazi se Engleska nizina- gdje je najveća koncentracija stanovništva i industrije. Na dodiru Penina i Engleske nizine smjestio se Birmingham- najjače industrijsko središte Kraljevstva. U južnom dijelu nizine nalazi se London- političko i gospodarsko središte UK.
Sjeverna Irska pretežito je brdovita s brojnim plodnim nizinama. Najveća koncentracija stanovništva je u dugo podijeljenom obalnom gradu Belfastu. Nizine se koriste za poljoprivrednu proizvodnju, a brdski pašnjaci za ispašu stoke.

### Prirodna osnova
Na današnji izgled Britanskog otočja uvelike je utjecalo ledeno doba, kad se ledeni pokrov protezao sa sjevera Europe i na Britansko otočje, na jug sve do današnjeg toka rijeke Thames.
Po završetku ledenog doba izdiže se razina mora, pa Velika Britanija i irska postaju otoci. Potapanjem dolina i dijelova ravnica nastaju veliki zaljevi. Na zapadnoj obali Škotske nastali su fjordovi, te klifovi.

## Gospodarstvo
Velika Britanija je bila jedna od pobjednica u Drugome svjetskom ratu, ali nakon njega se našla u teškom gospodarskom stanju. Probleme je rješavala nacionalizacijom cijelih gospodarskih grana, npr. rudnika ugljena, željeznica, elektroindustrije, luka, i financijskom pomoći SAD-a u okviru Marshallova plana i postupnim osamostaljivanjem nekadašnjih kolonija. Gospodarstvo se već sredinom 50-ih oporavilo i počeo je nagli porast životnog standarda velikog dijela stanovništva. Velika Britanija se 1957. nije htjela uključiti u Europsku ekonomsku zajednicu, a kasnije se zbog francuskog protivljenja mogla pridružiti tek 1973. 
Veliku Britaniju su od 1951. do 1997. vodile poglavito konzervativne vlade (osim 1964. – 70. i 1976. – 79.), a država se uspješno razvila iz nekadašnje klasične industrijske u suvremenu postindustrijsku državu s uslužnim djelatnostima kao najvažnijom gospodarskom granom, suvremenom i na svjetskom tržištu konkurentnom industrijom te produktivnom poljoprivredom. Gotovo potpuna liberalizacija gospodarstva dosegla je vrhunac u razdoblju tkz. tačerizma (po predsjednici vlade Margaret Thatcher, 1979. – 90.) kada je položaj Velike Britanije u svjetskom gospodarstvu znatno ojačao, no unatoč tome na početku 90-ih Britanija je ponovno upala u recesiju. Ponovnom privatizacijom svega što su laburističke vlade nacionalizirale produktivnost se, doduše,jako povećala, smanjili su se proračunski izdaci, ali su se ujedno povećale socijalne razlike između bogatih i siromašnih, nezaposlenost (1986.: 3, 1 mil.; 11,1%) kao i regionalne razlike, osobito između sjevernih i južnih dijelova države. Razlog povećanju razlika je gospodarska propast klasičnih industrijskih područja i nekih rubnih dijelova zbog zatvaranja ugljenokopa i nerantabilne industrije te gomilanje gospodarske moći u kvartarnim djelatnostima na širem području Londona.
Nakon 1993. britansko gospodarstvo doživljava ponovni procvat za koji se karakteristične niska inflacija (2001.: 1,6%) i mala nezaposlenost (2001.: 2,1 mil.), rast proračunskog deficita i jednakomjeran rast BDP-a. Laburistička vlada Tonyja Blaira započela je nekoliko važnih reformi kao što su nova radna mjesta za nezaposlene ili uvođenje zajamčene plaće, a također je najavila i tješnje povezivanje Velike Britanije s Europskom unijom. Prema većini ispitivanja javnog mnijenja, golema većina Britanaca se i dalje protivi uvođenju eura.
Velika Britanija imala je važnu ulogu u međunarodnom dugoročnom investiranju. Investiranje u prekooceanske zemlje se snažno razvilo i postalo okosnica međunarodnog privrednog poretka u drugoj polovici 20. stoljeća.
Godine 1854. su ukupne britanske investicije u inozemstvo iznosile 210 milijuna funti, a do izbijanja Prvog svjetskog rata 1914. taj iznos je povećan na 3 700 milijuna funti. Investiranje u inozemstvu tih 60 godina je zapravo predstavljalo kumulativan proces tijekom kojeg se dividende ponovno vraćaju u inozemstvo kao nove investicije.
Financijske operacije u inozemstvu su donosile matičnoj zemlji značajan dohodak tako da je priljev bio veći od odljeva i Velika Britanija je uravnotežila svoju trgovačku bilancu koja je bila u neprekidnom deficitu.

### Poljoprivreda
Velika Britanija ima 5,33 mil. ha njiva i trajnih nasada (21,8% površine), 5,44 mil. ha travnjaka ( 22,3%) i 3,88 mil. ha pašnjaka (15,9%)
Izvanredno produktivna domaća poljoprivreda gotovo u cijelosti zadovoljava domaće potrebe za pšenicom, krumpirom, mesom i mlijekom. Prosječna veličina imanja je 72,4 ha, što je najviše u EU-u, a prevladavaju miješana, poljodjelsko-stočarska imanja.
Glavna su poljodjelska područja u istočnom, nižem i sušnijem dijelu države. Od žitarica najviše uzgajaju pšenicu (16,53 mil. t, 11. na svijetu), ječam (6,68 mil. t, 8. na svijetu; većinom za stočnu hranu) i zob. Šećernu repu uzgajaju prije svega u istočnim dijelovima (1,37 mil. t šećera),a krumpir (6,96 mil. t, 10. na svijetu) po cijeloj zemlji. Na istoku u jugoistoku zemlje raširen je uzgoj povrća (kupus, zelenje, luk, rajčica, salata, paprika i dr.), osobito u Kent i široj okolici Londona.
Stočarstvo je najvažnija poljoprivredna grana, prije svega mesno i mliječno govedarstvo (11.13 mil. grla). U 90-im pogodila ga je bolest kravljeg ludila (Creutzfeldt-Jakobova bolest) koja se konzumiranjem zaraženog mesa može prenijeti i na čovjeka. Na vrhuncu bolesti, 1993. otkriveno je 37.000 zaraženih grla. U istočnim dijelovima, osim govedarstva, rašireno je peradarstvo (157 mil. komada) i svinjogojstvo (6,5 mil. komada), dok na brežuljkastim područjima i na prostranim pašnjacima prevladava ekstenzivno ovčarstvo (42,3 mil. komada, 6. na svijetu).
Najvažnija voćarska područja su u Kentu (jabuke, trešnje) i u zapadnoj Engleskoj između Birminghama i Bristola (kruške).

### Ribarstvo
Premda je Velika Britanija uz Dansku i Španjolsku treća najvažnija ribarska zemlja u EU-u, ribarstvo već više godina opada zbog širenja teritorijalnih voda nekih država na 200 morskih milja (između ostalog ribarski rat s Islandom 1975.), otvaranja britanskih teritorijalnih voda drugim članicama EU-a i određivanja godišnjih kvota u okviru zajedničke ribarske politike EU-a.
Glavne su ribarske luke Aberdeen, Mallaig, Lerwick i Peterhead u Škotskoj, Milford Haven u Walesu te Fleetwood, Grimsby, Lowestoft i North Shields u Engleskoj. Osobit procvat posljednjih godina doživljava marikultura, prije svega uzgoj lososa i pastrva na više od 800 ribogojilišta diljem Sjeverne Irske i Škotske.

### Šumarstvo
Velika Britanija ima 2,8 mil ha šuma, a pod šumama je 11,5% površine. U vlasništvu države je 37% šuma, a u privatnom 63%. Godišnja sječa iznosi 10,7 mil kubičnih metara drveta. Prevladavaju umjetni nasadi brzorastućih četinjača, a gospodarskim se interesima daje prednost pred ekološkim. U 2001. godini posađeno je 27.000 hektara novih šuma.

### Rudarstvo i energetika
Industrijska revolucija u Velikoj Britaniji temeljila se na bogatim nalazištima kamenog ugljena, prije svega na istočnom i južnom podnožju Penina, u južnom Walesu i Škotskoj, koja su iskorištavali još od 13. stoljeća. Ugljenarstvo je doživjelo vrhunac 1913. kada je više od 1 milijun rudara iskopalo 300 mil. t ugljena, no potom je zbog sve većih troškova proizvodnje i sve manje potražnje količina iskopanog ugljena počela opadati. Premda je laburistička vlada 1947. podržavila sve ugljenokope, proizvodnja se od 1950. do 1979. smanjila za 40%, a broj rudnika je pao s 901 na 241 zato što je udio ugljena u proizvodnji primarne energije opao s 90% (1950.) na 37% (1980.). U vrijeme Margaret Thatcher do 1992. ostalo je još samo 50 rudnika, od toga četiri u Walesu te samo jedan u Škotskoj. Broj zaposlenih u rudarstvu smanjio se s 230.000 (1987.) na 58.000 (1992.), što je imalo katastrofalne posljedice za bivša rudarska mjesta. Godine 2000. su u 47 rudnika (13.500 rudara) iskopali 30,8 mil. t kamenog ugljena. 
Istodobno s opadanjem važnosti ugljenarstva Velika Britanija je od 1970-ih postala jedan od najvećih svjetskih proizvođača nafte (125,5 mil. t; 11. na svijetu) i zemnog plina koje dobivaju iz bogatih nalazišta u Sjevernom moru. U plitkom moru ispred istočne britanske obale kod Norfolka i Lincolna te istočno od Shetlandskih otoka su bogata nalazišta zemnog plina, odakle podmorskim plinovodima napajaju britansku plinovodnu mrežu koja je 4. po duljini na svijetu. Naftu su počeli eksploatirati već 1975. i već 1980. pokrili sve domaće potrebe za njom. Glavna naftna nalazišta nalaze se oko 200 km od sjeveroistočne britanske obale i oko 150 km istočno od Shetlandskih otoka. Na kopno se transportiraju podmorskim naftovodima, a na istočnoj obali Shetlandskih otoka i na Orkneyjskim otocima nastali su veliki naftni terminali.
Britanske elektrane imaju ukupnu instaliranu snagu od 73.262 MW. Najviše energije dobivaju iz termoelektrana na domaći ugljen (33,4%) i zemni plin (37,0%), a ostatak u nuklernim elektranama (22,1%) i hidroelektranama (0,9%). Britanija ima 13 nuklearnih elektrana s 35 reaktora ukupne snage 12.928 MW, a među njima je i NE Calder Hall, koja je najstarija NE na svijetu. Otvorena je 1956., a ima snagu 60 MW.

### Industrija
Velika Britanija bila je kolijevka industrijske revolucije u 18. stoljeću, a danas je šesta industrijska velesila na svijetu i treće najveće gospodarstvo u Europi poslije Njemačke i Francuske. Nakon 1980., zbog uslužnih djelatnosti bitno se smanjio udio industrije u BDP-u (1960.: 36,5%, a 1999.: 21,1%) i značenje klasičnih industrijskih grana, a afirmirale su se nove industrije koje nisu radnointenzivne kao što su elektronička, elektrotehnička i farmaceutska. Kao posljedica toga težište industrijskog razvoja preselilo se s nekadašnjih rudarsko-industrijskih područja prema jugu, a posebno na šire područje Londona. Vlada je sredstvima iz proračuna i Europskog fonda za regionalni razvoj doduše uspješno potaknula nova središta industrije visokih tehnologija u Škotskoj (npr. Dundee i Edinburgh) i u Walesu, no industrijski procvat šireg područja Londona još je više produbio razlike između sjevernih i južnih dijelova zemlje.
Godine 1995. u Velikoj Britaniji je djelovalo 156 310 industrijskih poduzeća, a od njih je 110 350 zapošljavalo manje od 10 radnika, a više od 1000 zaposlenih imalo je 475 poduzeća. Po broju zaposlenih najvažnije su prehrambena i duhanska industrije( 556.000 zaposlenih), elektrotehničha i elektronička (513.000), industrija papira i grafička industrija (430.000), industrija prometnih sredstava (414.000), strojogradnja (388.000), kemijska industrija (270.000), industrija gume i plastičnih masa (229.000), te tekstilna industrija i industrija obuće (212.000).
Razvoj britanske industrije počeo je tekstilnom industrijom, koja je prerađivala pamuk iz kolonija te domaću vunu i lan. Glavno je središte još i danas Lancashire s Manchesterom i uvoznom lukom Liverpoolom. Prerdba vune koncentrirana je u Yorkshireu (Leeds, Huddersfield, Bradford), prerdba lana u Sjevernoj Irskoj (Belfast) i na istočno obali Škotske (Dundee, Arbroath, Montrose), a najjače britanske odjevne kompanije su Reebok te Umbro. Središta industrije obuće su London, Leeds i Manchester.
U istočnom i južnom podnožju Penina još su se u srednjem vijeku na podlozi vodene energije, ugljena i željezne rude razvile topionice, koje su se kasnije razvile u jaku crnu metalurgiju s glavnim središtima u Midlandsu (Sheffield), južnom Walesu i srednjoj Škotskoj (Glasgow). Prijelazom na uvezenu rudu željezare i čeličane nastale su u lukama južnog Walesa (Port Talbot, Llanwern), na ušću rijeke Tees i u Glasgowu. Unatoč zatvaranju brojnih željezara, Velika Britanija ostaje jedan od najvećih svjetskih proizvođača željeza (11,04 mil. t; 12. na svijetu) i čelika (15,25 mil. t; 16. na svijetu).
Na toj podlozi još je u 18. st. nastala strojogradnja i metalna industrija. Danas su osobito jake i izvozno orijentirane industrja strojeva za razne industrijske grane i rudarstvo, željezničkih vozila, poljoprivrednih strojeva i automobilska industrija. Glavna središta strojogradnje su Sheffield, Manchester, Leeds, Nottingham, Birmingham, Glasgow.
Automobilska industrija (1,79 mil. osbnih automobila te 186 000 kamiona i autobusa; 8. na svijetu) ima središta u Coventryju,Nottinghamu, Birminghamu, Wolverhamptonu i dr. Najveći britanski proizvođači automobila su Rolls-Royce, MINI, Jaguar, Land Rover, Bentley i Aston Martin.  U prošlosti je Britanija bila vodeća u svijetu u brodogradnji, no ta je grana zbog konkurencije s Dalekog istoka zafnjih desetljeća gotovo posve propala. Danas je još jaka proizvodnja ratnih brodova. Drukčiji je razvoj nakon 1945. doživjela avionska industrija. U 50-im i 60-im godinama Britanija je bila najveći izvoznik aviona na svijetu, a danas zapošljava 121.000 ljudi. Djelomično se proizvodi za civilno zrakoplovstvo (British Aerospace u okviru konzorcija Airbus, avionski motori Rolls-Royce), a djelomično za potrebe vojske.
U obojenoj metalurgiji najvažnija je proizvodnja aluminija (238.000 t), a smještena je na obalama Walesa (Newport, Fishguard) i u Bruntislandu u Škotskoj.
Izvanredno brz razvoj 90-ih godina doživjela je elektrotehnička i elektronička industrija koja djelomično ima tradiciju, a dijelom se razvila kao industrija visokih tehnologija (računala, telekomunikacijske naprave). Najveći je rast doživjela u južnoj Engleskoj, gdje je na temelju velikih istraživačkih kapaciteta i dobre prometne povezanosti sa svijetom nastala masa malih poduzeća koja su uspješna zbog izrazite specijalizacije. Njihova najveća gustoća je u okolici Cambridgea i Oxforda.
Jako se promijenila i kemijska industrija. Osim jake bazne industrije, koja se nekoć temeljila na kamenom ugljenu i kamenoj soli, razvile su se još industrija plastičnih masa te umjetnih i sintetičkih vlakana, djelomice na starim industrijskim područjima u Coventryju, Bradfordu, Birminghamu i Glasgowu, dijelom u lučkim gradovima (Middlesbrough, Kingston upon Hull, Liverpool), te farmaceutska (GlaxoSmithKline; 2. najveća farmaceutska kompanija na svijetu) te kozmetička industrija.
Domaću naftu prerađuju domaće rafinerije u lučkim gradovima (Fawley kod Southamptona, Shall Haven na ušću Temze, Immingham na ušću rijeke Humber, Middlesbrough i Milford Haven u Walesu).
Prehrambena industrija od svih industrijskih grana ima najviše zaposlenih i rasprostranjena je po cijeloj Velikoj Britaniji, a većinom na poljoprivrednim područjima Engleske i u velikim gradovima, u blizini potrošača. Svjetski su poznate pivovare, a Britanija je šesti najveći proizvođač piva na svijetu. Proizvodnja alkoholnih pića, ponajprije škotskog viskija i džina, te duhanska industrija (British American Tobacco) su također iznimno jake.
Velika Britanija se ubraja među svjetske velesile u grafičkoj industriji i izdavaštvu, jer zbog proširenosti engleskog jezika ima golemo tržište. Od drugih industrijskih grana svjetski su važne proizvodnja i preradba nuklearnog goriva i radioaktivnih izotopa (npr. Harwell, Amersham i Aldermaston kod Londona ,keramička industrija u tkz. Pottery Districtu i Stoke-on-Trentu i staklarska industrija na nekadašnjima ugljenarskim područjima.

### Uslužne djelatnosti
Od uslužnih djelatnosti najvažnije gospodarske grane su turizam i financijske usluge, a uslužne djelatnosti čine 73% BDP-a.
Turizam je jedan od važnih motora britanskog gospodarstva, a Velika Britanija je šesta najposjećenija zemlja na svijetu. Godine 2004. Veliku Britaniju je posjetilo 27 milijuna turista, najviše iz SAD-a, Francuske, Njemačke, Irske i Nizozemske. U toj djelatnosti je zaposleno oko 1,5 milijuna ljudi, a ostvaruje oko 4%  BDP-a. London je s 15,6 milijuna posjetitelja u 2006. godini daleko najposjećeniji grad na svijetu ispred Bangkoka i Pariza. Edinburgh je poslije Londona drugi najposjećeniji britanski grad. Još je važniji domaći turizam jer više od tri četvrtine Britanaca provodi odmor u domovini, najviše u ljetovalištima na obalama Engleske (otok Wight, Brighton, Hastings, Blackpool, Bournemouth) i na rjeđe naseljenim područjima u gdje su najposjećeniji nacionalni parkovi (Lake District, Peak District, Northumberland, Dartmoor).
U financijskom sektoru najzastupljeniji su bankarstvo i osiguranje. Godine 2005. Velika Britanija je izvezla financijskih usluga u vrijednosti od 21 milijarde £.  London je najveće financijsko središte na svijetu, a u londonskom Cityju se nalaze Londonska burza (London Stock Exchange) i Lloyd's of London, najveća svjetska osiguravateljska kuća. London je važan centar međunarodnog poslovanja i trgovine te je, uz New York i Tokio, jedan od triju «komandnih središta» globalne ekonomije. Grad s više od 500 banaka ima najveću koncentraciju banaka i bankarskih podružnica na svijetu. U posljednjih deset godina na mjestu bivših pristaništa za brodove na Canary Wharfu nastalo je još jedno poslovno središte, a ondje svoja sjedišta imaju bankarski divovi kao što su Barclays i HSBC, najveća banka na svijetu. Mnoge tvrtke koje zapravo nisu iz Velike Britanije odlučile su zbog povoljnog poslovnog okružja premjestiti svoja europska ili čak svjetska sjedišta u London, a dobar primjer je poznata američka financijska kompanija Citigroup.
Edinburgh također ima dugu tradiciju u financijskom sektoru, a danas je jedanaesti najveći financijski centar u Europi. U gradu svoja sjedišta imaju mnoge velike banke, kao što su Royal Bank of Scotland (treća najveća banka na svijetu) i Standard Life Insurance.
Još neki gradovi imaju jak financijski sektor, npr.  Leeds i Manchester.

### Problemi nejednakog razvoja
Do 19. st. Britanija je bila podjednako razvijena, a stanovništvo se bavilo većinom poljoprivredom. Nakon ind. rev. snažnije se gospodarski i demografski razvijaju dijelovi Kraljevstva koji imaju nalazišra ugljena i željeza dok dijelovi koji to nemaju zaostaju. 1930-ih godina dolazi do svjetske gospodarske krize te prvotno gospodarski razvijeni dijelovi postaju problemska područja. Teritorij Kraljevstva se dijeli na prosperitetne i manje prosperitetne regije. Prosperitetne regije su: Jugozapad, Jugoistok, Istočna Anglija, Istočni Midlands i Zapadni Midlands. Manje prosperitetne regije su: Wales, Sjeverozapad, Yorkshire i Humberside, Sjever, Škotska i Sjeverna Irska. U manje prosperitetnim regijama stalna je emigracija, iznadprosječna nezaposlenost ne niži nacionalni dohodak. Britanska vlada trudi se poticajnim mjerama poput smanjenih poreza i povoljnijih kredita potaknuti razvoj tih regija. Također grade se i infrastruktura poput prometnica i energetskih postrojenja u tim regijama. Također se odvija supstitucija neprofitabilnih industrijskih postojenja profitabilnijima. Napravljen je i plan decentralizacije kako bi se suzbio daljnji rast Londona.

## Stanovništvo
Stanovništvo Velike Britanije najbrže je raslo u vrijeme industrijske revolucije, kada su bile velike migracije iz sela u gradove. Godine 1801. Britanija je imala 11,9 mil. stanovnika da bi 1901. imala 38,2 mil. stanovnika. Između 1880. i 1914. porast se donekle usporio zbog masovnog iseljavanja, prije svega u britanske dominione Australiju, Kanadu, Novi Zeland, Južnoafričku Uniju i SAD. Pretpostavlja se da se između 1805. i 1930. iselilo oko 20 milijuna ljudi. O intenzitetu iseljavanja govori i činjenica da danas na sjevernoameričkom kontinentu živi više ljudi britanskog podrijetla nego u samoj Velikoj Britaniji, a u Australiji i Novom Zelandu, unatoč snažnom useljavanju iz drugih dijelova svijeta, ogromnu većinu stanovništva još uvijek čine potomci britanskih doseljenika. Nakon Drugog svjetskog rata povećalo se doseljavanje nebjelačkog stanovništva iz britanskih kolonija, što je, doduše, 1971. zakonom ograničeno. U zemlji je 1971. živjelo 1,5 milijuna nebijelaca, no do danas je taj broj narastao na 4,6 milijuna, odnosno na 7,9% stanovništva. Velika većina nebijelaca živi u velikim gradskim aglomeracijama (London, Manchester, Leeds,  Liverpool, Birmingham).

Posljednjih godina porast stanovništva sve je sporiji jer se natalitet neko vrijeme smanjuje. No, prema podacima britanskog Ureda za nacionalnu statistiku, Velika Britanija u zadnje dvije godine proživljava baby boom. Stopa nataliteta je u velikom porastu sa 791.000 beba rođenih u 2008., što je 33.000 više nego u 2007. Prvi put u posljednjih 10 godina glavni razlog demografskog rasta nije useljavanje, koje naglo opada zbog recesije, već porast broja poroda. Polovica poroda pripisuje se majkama rođenim izvan Velike Britanije, koje imaju osjetno veću stopu fertiliteta (2,5 djece) nego majke rođene u Britaniji (1,6 djece). Istovremeno, zbog snažnog iseljavanja pretpostavlja se da izvan Velike Britanije živi oko 5,5 milijuna Britanaca, najviše u Australiji, Španjolskoj, SAD-u, Kanadi i Novom Zelandu.
Prema popisu stanovništva iz 2001., najbrojniju skupinu stanovništva čine bijelci (92,1%), ljudi podrijetlom iz Južne Azije (4%), crnci (2%), ljudi miješane rase (1,2%), zatim Kinezi (0,4%) te ostali (0,4%). Među bijelcima najbrojniji su Britanci (85.67%), zatim ostali bijelci (5,27%; većinom Irci, Nijemci, Talijani, Poljaci i Francuzi). Prema procjenama iz 2010. godine, Velika Britanija ima oko 62,1 milijuna stanovnika.
Velika većina stanovništva govori engleski (97,3%), a od keltskih jezika najrašireniji je velški (oko 560.000), jer ga u srednjem i središnjem dijelu Walesa govori polovica stanovništva, a od 1967. uz engleski je službeni jezik u Walesu. Škotski (gelski) govori oko 80.000 stanovnika na Vanjskim Hebridima, otoku Skye te u Škotskom visočju, a samo neki stanovnici Sjeverne Irske govore irski jezik.

### Naseljenost
Raspored stanovništva vrlo je neravnomjeran, jer je najveća gustoća na području između Londona, Liverpoola i Leedsa, dok su rubna područja, npr. Cornwall, Wales, sjeverna Škotska, rijetko naseljena. U Engleskoj su prvi gradovi nastali još u rimsko doba, a drugdje pretežno u normanskom razdoblju kao trgovačka središta uz utvrđene zamke. Ratvojem prekomorske trgovine u 17. i 18. stoljeću razvile su se ponajprije luke na zapadnoj i južnoj obali, a za vrijeme industrijske revolucije nastali su današnji veliki industrijski gradovi, koji su s prevladavajućom niskom gradnjom prerasli u velike gradske anglomeracije. Nakon Drugog svjetskog rata počeli su se graditi tkz. novi gradovi (new towns) na rubu velikih gradova, a osobito kako bi se rasteretio London. Razvojem cestovnog prometa u zadnjim je desetljećima prouzročio suburbanizaciju, odnosno odlazak stanovništva iz gradskih središta u okolicu, čime se ubrzalo propadanje gradskih središta. Tome procesu je donekle stala na kraj konzervativna vlada Margaret Thatcher u 80-im godinama. U 80-im i 90-im bila je jaka migracija iz sjevernih dijelova te iz klasičnih industrijskih područja prema prosperitetnom jugoistoku zemlje. Udio gradskog stanovništva je visokih 89%, što Britaniju svrstava među najurbaniziranije države na svijetu. Većina stanovništva izvan velikih gradova živi u regionalnim središtima i manjim gradovima, koji su opskrbna središta pokrajina (eng. counties). U Niskoj Engleskoj prevladavaju zbijena sela i sela uz cestu, a u brdskim područjima zaseoci i izolirana imanja.

### Gradovi
- London - 7,56 mil.; metropolitansko područje Greater London - 14 mil.[4]
- Birmingham - 1,01 mil.; aglomeracija West Midlands - 2,6 mil.
- Leeds - 726.000; aglomeracija West Yorkshire - 3,1 mil.
- Glasgow - 668.000; anglomeracija Central Clydeside - 1,6 mil.
- Sheffield - 530.000; aglomeracija South Yorkshire - 1,3 mil.
- Bradford - 486.000
- Liverpool - 478.000; aglomeracija Merseyside - 1,4 mil.
- Edinburgh - 471.000
- Manchester - 439.000; aglomeracija Greater Manchester - 2,6 mil.
- Bristol - 406.000
- Cardiff - 327.000
- Wakefield - 320.000
- Dudley - 312.000
- Wigan - 312.000
- Coventry - 302.000
- Kingston upon Hull - 301.000
- Leicester - 296.000
- Stockport - 291.000
- Sunderland - 290.000
- Doncaster - 287.000
- Belfast - 284.000
- Nottingham - 283.000
- Newcastle upon Tyne - 271.000; aglomeracija Tyne and Wear - 1,1 mil.
- Stoke on Trent - 259.000
- Wolverhampton - 251.000
- Plymouth - 243.000
- Southampton 234.000

### Religija
Vjerski su opredijeljene dvije trećine stanovništva. Najbrojnije su tradicionalne kršćanske religije. Od njih je najveća i najvažnija Anglikanska crkva ( Church of England), koja ima 25,6 milijuna sljedbenika, odnosno 43,4% stanovništva, a koja se od Katoličke crkve odcijepila 1534. i ima položaj državne crkve u Engleskoj te je zastupljena u Gornjem domu britanskog parlamenta. Vrhovni joj je poglavar britanski vladar. U Škotskoj sličan položaj ima Škotska Crkva (Church of Scotland; neslužbeno the Kirk) koja ima oko 800.000 članova. Ona se 1560. odcijepila od Anglikanske crkve, a umjesto biskupa vode ju izabrani odbori (prezbiterijanci). Za razliku od Anglikanske crkve, britanski monarh nije poglavar Škotske crkve, već je običan član. Prilikom stupanja na prijestolje obvezan je dati zakletvu da će «braniti sigurnost» crkve. Uz te dvije crkve koje neposredno podupire država postoje i brojne druge protestantske zajednice, npr. baptisti, metodisti i dr. Oko 10% stanovništva čine katolici, ponajprije u Škotskoj, sjevernoj Engleskoj, Walesu te osobito u Sjevernoj Irskoj. U Sjevernoj Irskoj ima oko 62% protestanata (potomci engleskih i škotskih doseljenika iz 17. st.) i oko 38% katolika, a potonji su politički i socijalno u podređenom položaju, što je znalo dovoditi do jakih napetosti ne samo u Sjevernoj Irskoj, već i u ostatku Velike Britanije ( npr. bombaški napadi IRA-e). 
Prema popisu stanovništva iz 2001., u Velikoj Britaniji je živjelo 1,578.563 muslimana, a činili su 3% stanovništva. Najviše ih je podrijetlom iz Pakistana, Bangladeša,  Somalije i Indije. Prema istraživanju iz 2008., ukupan broj muslimana u Velikoj Britaniji narastao je na 2,422.000.
Više od milijun ljudi su sljedbenici različitih indijskih religija, a najviše su zastupljeni hinduisti (560.000) i Sikhi (340.000), a ima i oko 150.000 budista.
U nekim su gradovima jake i židovske zajednice, a prema podacima iz 2001. u Velikoj Britaniji živi oko 270.000 Židova.

## Promet
.
U Velikoj Britaniji ima 392.000 km potpuno asfaltiranih cesta. Od toga ima 46 903 km cesta od regionalne i državne važnosti te 3 497 km autocesta. Cestovna mreža je iznimno razvijena u gusto naseljenim područjima u srednjoj i južnoj Engleskoj, osobito na širem području Londona, gdje je izrazito radijalna. Zagušenost cesta je ozbiljan prometni problem, a prema britanskom ministarstvu prometa taj problem bi do 2025. državu mogao stajati 22 milijarde £ ako se ne riješi. Problem je toliko izražen da britanska vlada smatra kako bi mogao ozbiljno naštetiti gospodarstvu, ako ga se ne riješi tarifama i razvojem javnog prijevoza.
Što se tiče željezničkog prometa, ima 16 116 km željezničkih pruga, od čega je 5176 km elektrificirano. Razmak među tračnicama je 1435 mm. Željezničke pruge, postaje i infrastruktura u vlasništvu su poduzeća National Rail. Putnički promet obavlja 25 prijevoznih poduzeća, a teretni pet poduzeća koja National Railu plaćaju za upotrebu mreže. Privatno britansko-francusko društvo izgradilo je 1987. – 94. 50,5 km dugačak tunel Sangatte-Folkestone (Channel Tunnel) ispod Engleskog kanala. Kroz njega voze i vlakovi za prijevoz automobila te brzi vlakovi Eurostar između Londona, Pariza i Bruxellesa.
London ima najveću i najstariju podzemnu željeznicu na svijetu. Počela je s radom 1863., ima 394 km pruga i svaki dan preveze 2,7 milijuna putnika. Osim u Londonu, podzemne željeznice postoje u Glasgowu i aglomeraciji Tyne and Wear.
U Velikoj Britaniji ima 57 aerodroma s redovitim zračnim prometom. Najveći su međunarodni aerodromi Heathrow kod Londona (63 mil. putnika; najprometniji aerodrom na svijetu), London Gatwick (31,1 mil. putnika), Manchester (19,1 mil), Birmingham (7,7 mil.), Glasgow (7,2 mil.). Najveći je zračni prijevoznik British Airways, koji se ubraja među najveće na svijetu.

## Kultura
Engleska kultura seže od rimskih vremena, kad su Rimljani osvajali svijet. Neki od poznatijih književnika, fizičara, matematičara, biologa od doba predromantizma pa do modernizma i danas, su:

### Književnici
- Charles Dickens (1812. – 1870.)
- George Bernard Shaw (1856. – 1950.)
- Daniel Defoe (1660. – 1731.)
- Gilbert Keith Chesterton (1874. – 1936.)
- Geoffrey Chaucer (1340. – 1400.)
- Jonathan Swift (1667. – 1745.)
- Sir Walter Scott (1771. – 1832.)
- George Gordon Byron (1788. – 1824.)
- Sir Arthur Conan Doyle (1859. – 1930.)
- Virginia Woolf (1882. – 1941.)
- Jane Austen (1775. – 1817.)
- William Shakespeare (1564. – 1616.)
- Agatha Christie (1890. – 1976.)
- J. K. Rowling (1965.)
- Rudyard Kipling (1865. – 1936.)
- John Ronald Reuel Tolkien (1892. – 1973.)
- Francis Bacon (1561. – 1626.)
- Joseph Conrad (1857. – 1924.)
- Alfred Hitchcock (1899. – 1980.)
- George Orwell (1903. – 1950.)
- Douglas Adams (1952. – 2001.)
- Lewis Carroll (1832. – 1898.)
- Emily Brontë (1818. – 1848.)
- Anne Brontë (1820. – 1949.)
- Charlotte Brontë (1816. – 1855.)
- William Makepeace Thackeray (1811. – 1863.)
- Graham Greene (1904. – 1991.)
- Zoë Heller (1965.)
- Agatha Christie (1890. – 1976.)

### Fizičari
- Sir Isaac Newton
- James Clark Maxwell
- James Prescott Joule
- Michael Faraday
- Sir Joseph John Thomson

### Biolozi
- Sir Alexander Fleming
- Sir Charles Darwin

### Kemičari
- Sir Ernest Rutherford
- Sir Humphry Davy
- Henry Cavendish

### Izumitelji
- Alexander Graham Bell
- James Watt
- George Stephenson

### Skladatelji
- Benjamin Britten
- Henry Purcell
- Edward Elgar
- Gustav Holst
- Ralph Vaughan Williams